# Torricella Peligna
Torricella Peligna (Turricël in abruzzese) è un comune italiano di 1 119 abitanti della provincia di Chieti in Abruzzo. Fa anche parte della Comunità montana Aventino-Medio Sangro.

## Storia
La fondazione di Torricella si fa risalire secondo la tradizione locale ad un esodo dagli esuli di Juvanum, cittadina romana nei pressi del vicino comune di Montenerodomo, durante le guerre bizantine del VI secolo d.C.; tuttavia le prime notizie certe si hanno dal XII secolo quando fu feudo degli Orsini e, in seguito, dei Conti di Manoppello e dei Marchesi Celaia di Chieti. Il paese fu distrutto durante la seconda guerra mondiale.
Il nome attuale del comune è improprio, così come gli altri di Taranta Peligna e Lama dei Peligni, in quanto questi centri sorgono nella parte orientale della montagna Maiella, e si trovano lambiti dai fiumi Sangro e Aventino. In epoca antica i centri che esistevano in loco erano abitati dalle tribù sannitiche dei Carricini, e confinavano con i Peligni presso Campo di Giove e i Frentani da Guardiagrele (l'antica Grele) sino a Lanciano (Anxanum); tuttavia tale toponimo errato fu aggiunto con l'unità d'Italia nel 1863.
Torricella balzò alle cronache nazionali durante la seconda guerra mondiale. I tedeschi infatti, in ritirata nella linea Gustav, fecero terra bruciata del paese, e vennero combattuti nel '44 dalla brigata Maiella, nella battaglia del Sangro. Molti furono gli sfollati e venne distrutto il castello medioevale. Successivamente Torricella è stata ricostruita ed è nel ventunesimo secolo meta turistica per le escursioni montane.

### Le origini di Torricella
Molto corposi sono i ritrovamenti di epoca italica risalenti al VI secolo a.C. presso Torricella, nelle contrade attigue, sono state fatte varie scoperte archeologiche, i cui reperti sono conservati nel Museo archeologico di Chieti. In località Sant'Antonio è stata trovata una tomba con un elmo di bronzo, la decorazione sulla calotta di una cervide di capride, conservato nel museo archeologico della vicina Juvanum, un pugnale, un collare, un bracciale a spirale, quattro anelli digitali e una fibula di ferro. Si sostiene che presso Monte Moresco, tra Torricella e Pennadomo, ci siano resti di una fortificazione sannita, sorta sopra un insediamento ancora più antico, attribuito al II millennio a.C., da qui proviene infatti un pugnale in pietra, conservato nel Museo Pigorini di Roma.
L'area fu regolarmente abitata durante l'epoca sannita, e dopo la conquista romana della tribù dei Carecini (che occupava l'area di Juvanum di Montonerodomo, Trebula di Quadri e Cluviae di Casoli); tale tribù confinava a est con i Frentani, a sud coi Pentri di Bovianum Vetus, infine con i Peligni nella Maiella orientale. La città principale di questa tribù era Juvanum, ancora ben conservata, prima di giungere al centro di Montenerodomo, l'attività economica maggiormente praticata era l'agricoltura insieme alla pastorizia. Il tratturo, ancora in parte visibile, si sviluppava lungo Colle dell'Irco, e si raccordava al tratturo Celano-Foggia, dove è stato rinvenuto un bronzetto di Ercole del IV secolo a.C.
Dai rinvenimenti presso il quartiere Le Coste, si presume che la continuità abitativa tra Torricella e Juvanum fosse continuata anche dopo il periodo di decadenza dell'Impero Romano d'Occidente. L'area fu occupata dai barbari durante la guerra greco gotica del VI secolo d.C., infatti c'è il ritrovamento di uno Spangehelme ostrogoto ossia un elmo a fasce in rame dorato e ferro in località Santa Lucia, ben nascosto all'interno di una cantina di origini tardo romane per il materiale costruttivo, situata in un casale di campagna. Tale manufatto è conservato nel Museo dell'Abruzzo bizantino e altomedievale del castello ducale di Crecchio (CH).

### Il castello
Il fenomeno dell'incastellamento dell'VII-X secolo d.C. riguardò anche Torricella. Le prime fortificazioni si hanno in zona Monte Moresco, accanto l'abitato romano, che fu definitivamente abbandonato nel XV secolo. Un castello è citato in alcuni documenti di papa Niccolò II che nel 1060 ne assegnava una metà dai monaci benedettini delle Isole Tremiti. Il Medioevo è anche l'epoca dell'affermazione cristiana a Torricella, presso Juvanum sorse l'abbazia di Santa Maria in Palazzo (o di Monte Moresco), di cui si conserva l'impianto presso le rovine; nel X secolo si ha la testimonianza semi-leggendaria della venuta di san Rinaldo, dell'ordine dei basiliani insieme al vescovo san Falco, che si fermò nella vicina Palena in eremitaggio. In località Fallascoso si ha ancora nel ventunesimo secolo la testimonianza dell'eremo di San Rinaldo. All'anno 1173 risale la costruzione della cappella baronale di Torricella, la chiesa madre di San Giacomo, rifatta nel XIX secolo.
Dalle fotografie storiche, si vede come il castello di Torricella occupasse tutta l'area superiore del paese, dove si trova l'Obelisco delle Vittime Civili di Guerra, poiché fu fatto esplodere dai nazisti, dopo che fu occupato come quartier generale delle operazioni belliche.

### Dal Medioevo all'Ottocento

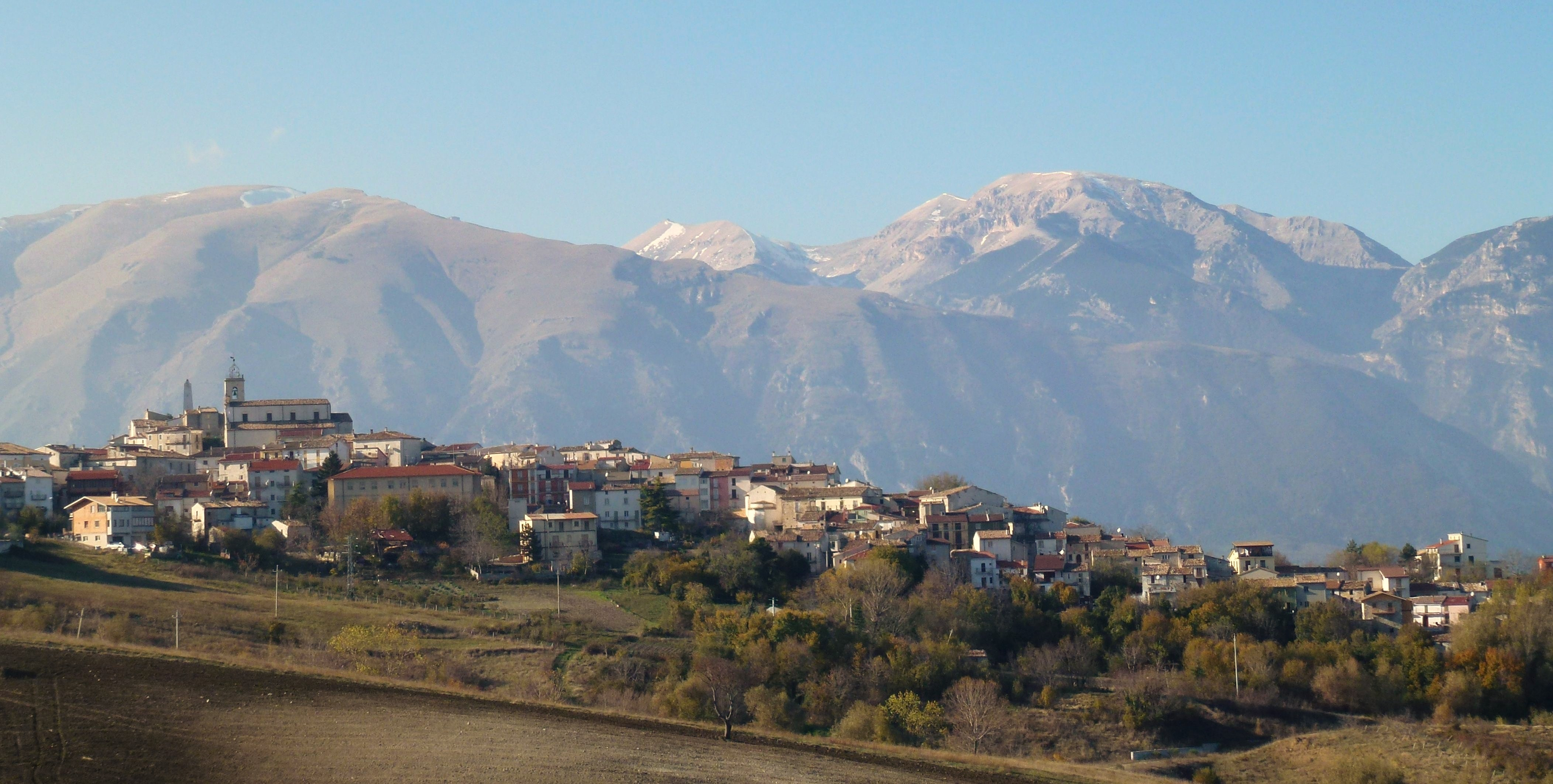
Veduta di Torricella

- 1390: Ladislao di Durazzo investe il conte Orsini della Contea di Manoppello, e aggiunge il feudo di Monte Moresco o Santa Maria a Palazzo, è ignoto tuttavia dal privilegio, se tra i beni fosse inclusa anche Torricella.
- 1400. Ladislao investe Giovanni Battista da Torricella del feudo di Monte Moresco.
- 15 dicembre 1459: tregua tra Antonio Caldora e la città di Sulmona per la guerra di potere: Antonino da Castiglione, erede di Antonio de Sangro barone di Colledimacine, barone di Torricella e signore di Bagnara, e nominato testimone. Dunque si sa che Torricella fece parte dell signoria della famiglia De Sangro, decaduta già nel XVI secolo, che vantava numerosi feudi nella Valle Peligna.
- 1534: il castello di Fallascoso e Bomba sono confiscati ad Antonio di Annicchino da Carlo V d'Asburgo per la sua ribellione, e concesse al capitano Pirro Colonna.
- 1550: un cadavere viene mummificato nella chiesa di San Giacomo, si mummifica spontaneamente, e viene scoperto nel 1989 durante il restauro della chiesa, e si grida al miracolo, pensando che si possa trattare del corpo di San Giacomo Apostolo.
- 1551: Caterina de Medici, vedova di Pirro Colonna, chiede il permesso a Carlo V di vendere i beni a beneficio delle figlie, e i feudi vanno a Fabrizio Valignano di Chieti.
- 1552: si menziona il santuario della Madonna delle Rose fuori le mura, la chiesa è di grande importanza per i torricellani.
- 25 maggio 1568: il monsignor Oliva visita Torricella, si descrive la parrocchiale di San Giacomo come chiesa fuori le mura, ipotesi che la cinta abbracciava la parte più alta del colle del castello.
- 1623: grave carestia che colpisce il centro.
- 1706: grave terremoto della Maiella che danneggia Torricella e i centri attorno. Torricella è definita "università", inizia una controversia territoriale contro Celaia duca di Canosa.
- 1733: i feudi di Monte Moresco, Pescorutico (contrada Santa Giusta) e Mastronardo, sono aggiunti ai beni di Alvaro Celaia figlio
- 1743: Torricella è registrata nel Catasto. Nel 1782 la chiesa di San Giacomo viene ampiamente restaurata, come testimonia l'architrave del portale
- 1787: i feudi di Torricella sono rimossi dai beni della famiglia Celaia e dati all'università.
- 1805: nel Dizionario geografico del Regno di Napoli viene menzionata Torricella, e si fa riferimento al commercio delle "tarantole", ossia i panni di seta prodotti soprattutto nella vicina Taranta.
- 1841: forte terremoto che danneggia le case e la chiesa.
- 1861: plebiscito per l'annessione al Regno d'Italia, a Torricella si registrano 1 108 elettori, 942 votanti a favore
- 1861: Torricella vede aggiunto il suffisso "Peligna" per evitare casi di omonimia con altri centri dello Stato. Ma si tratta di un toponimo grossolano, così come per il comune abruzzese di Canosa Sannita per distinguerlo dal comune pugliese.
- 26 settembre 1933: forte terremoto della Maiella, che danneggia vari centri del versante orientale, tra cui Palena, Lama, Gessopalena, Taranta.

### Torricella nella seconda guerra mondiale
Nei primi anni della seconda guerra mondiale, tra il 1940 e 1943, Torricella fu uno dei comuni dell'Abruzzo ad essere designato dalle autorità fasciste come luogo di internamento civile per profughi ebrei stranieri presenti in Italia. Dopo l'8 settembre 1943, nonostante la presenza di truppe tedesche nella zona, i 7 ex-internati riusciranno tutti a sfuggire alla cattura, fino a raggiungere le località già liberate dell'Italia meridionale.
Per la sua posizione strategica, Torricella già nell'ottobre 1943 risultava occupata dai tedeschi, e minacciata dai bombardamenti alleati. Da una parte gli intellettuali antifascisti, come Ettore Troilo, già da settembre abbandonarono spontaneamente il paese perché ritenuto insicuro, dall'altra già il 3 settembre 1943 degli aerei tedeschi si scontrarono contro gli alleati, ma senza attaccarsi, poiché erano diretti verso Sulmona per bombardare la stazione. Per Torricella passarono i prigionieri inglesi del campo di internamento Fonte d'Amore di Sulmona, che trovarono rifugio presso gli abitanti. Il 19 ottobre Torricella venne occupata ufficialmente dai tedeschi, che dentro dei camion, requisirono quanti più uomini possibile per le opere di fortificazione della linea Gustav, rastrellando circa 100 persone, e installando ilo presidio del comando generale nel castello baronale, in cima al paese, dove sorge l'Obelisco ai Caduti Civili.

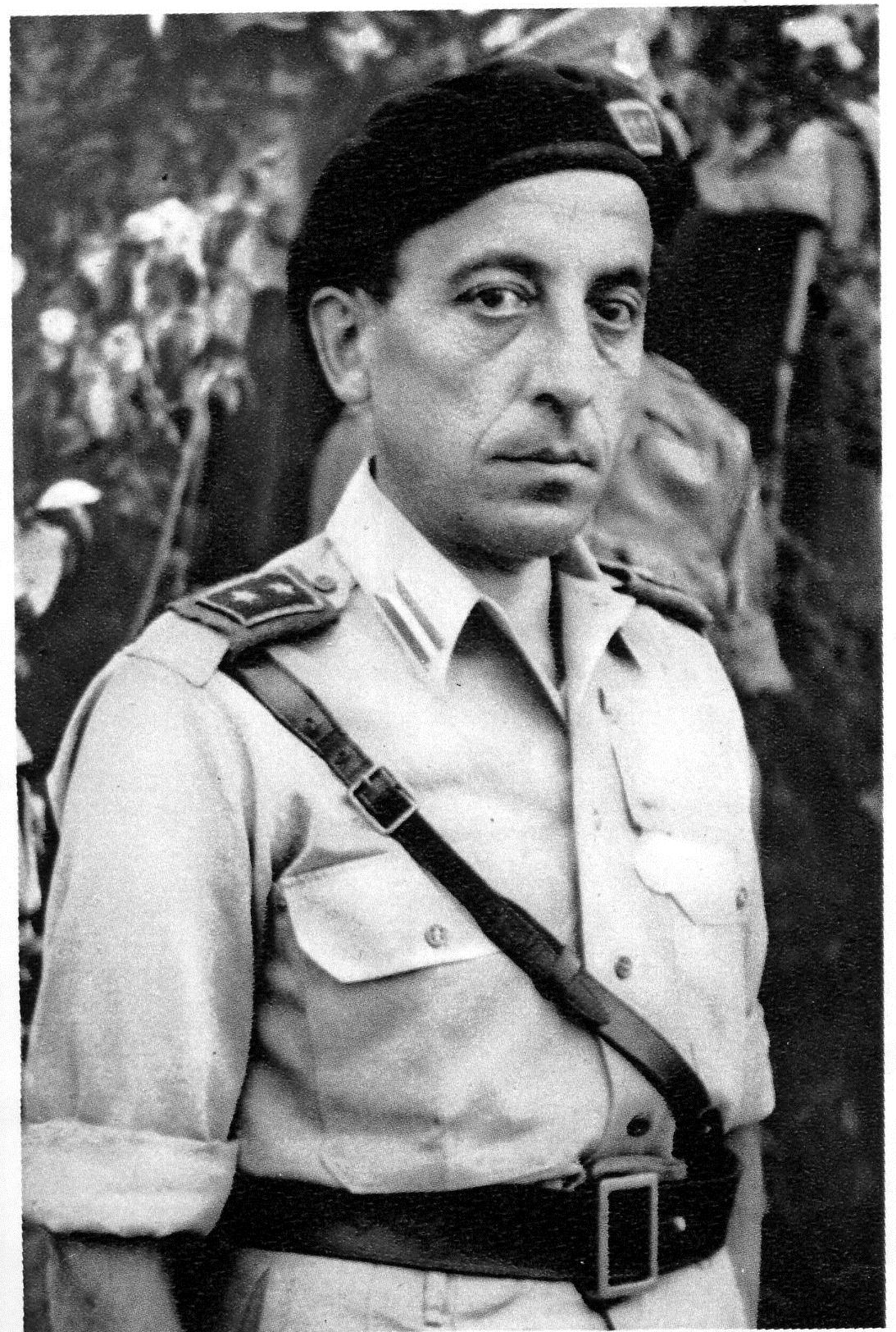
Ettore Troilo, vissuto a Torricella, e capo della Brigata Maiella

Mentre Casoli veniva liberata dagli inglesi il 4 dicembre, Torricella veniva fatta evacuare, e i paesani si rifugiarono nei casolari di campagna, la stessa notte Ettore Troilo uscì dal suo nascondiglio per recarsi dal comando alleato di Casoli per proporre la nascita del Corpo Volontari della Maiella. La presenza tedesca a Torricella fu segnata da ripetute vessazioni, minacce e azioni di violenza, di cui si ricorda l'eccidio di Sant'Agata (1º febbraio 1944), anche se ciò riguarda i paesani della vicina Gessopalena; così dettero più impulso ai casolani, spalleggiati dai britannici per iniziare le operazioni di liberazione di Torricella.
Un altro truce episodio della barbarie nazista riguarda la "strage di Tre Confini". Nel gennaio 1944 sia Torricella che il vicino villaggio di Fallascoso erano in mano tedesca, il 5 gennaio i coniugi Tranquillino Di Paolo e Concettina Cianci, nascosti tra le tombe del cimitero, vennero scoperti e barbaramente uccisi; l'11 gennaio Antonio Mancini fu mitragliato in contrada La Morgia mentre andava a trovare la moglie che aveva partorito in un casale dove era nascosta, e lo stesso giorno veniva trucidato Giovanni Del Duca in contrada San Venanzio. La strage vera e propria riguardò la famiglia Teti Di Riga: il capofamiglia Giustino fu scoperto dai tedeschi mentre si nascondeva nella masseria per non essere prelevato per le opere di fortificazione, e venne derubato dei suoi animali. Giustino Di Riga raggiunse il comando inglese di Roccascalegna, per provare a richiedere un'azione militare, dato che conosceva bene il percorso dei tedeschi quotidiano lungo la strada Torricella-Fallascoso per compiere le razzie.
Gli inglesi accettarono, e la notte dell'11 gennaio si appostarono alla fornace Piccone, e all'arrivo dei tedeschi, iniziò la guerriglia, con vittoria degli inglesi, che tornarono a Roccascalegna, non valutando però la presenza di un'altra pattuglia in Colle dell'Irco, che lanciò dei razzi per chiedere aiuto. La vendetta nazista fu spietata contro i civili torricellani, soprattutto verso le donne, i vecchi e i bambini, dato che gli uomini o erano stati prelevati o erano fuggiti nei paesi attorno. I tedeschi dettero fuoco alle masserie e alla scuola elementare, scatenando il panico, sicché i tedeschi poterono più facilmente mitragliarli: morirono Antonietta Crivelli di 15 anni, il fratellino di 6 mesi, Carmela D'Ulisse, Giuseppe, Rosina e Rosa Porreca, Nicola Nunziato Rossi, Costanza Uggè, Maria Antonia di Martino e altri bambini di pochi anni.
Per via della strada impraticabile, distrutta appositamente dai tedeschi, fu difficoltoso per i casolani "maiellini" raggiungere Gesso, e di seguito Torricella alla fine del gennaio 1944, perché la via dovette essere ricostruita quasi daccapo, e all'arrivo, i partigiani trovarono il paese semidistrutto, minato appositamente dai tedeschi, specialmente il castello baronale venne fatto saltare in aria.

### Dal dopoguerra al ventunesimo secolo
Torricella si è ripresa in fretta con la ricostruzione, anche se il tessuto storico edilizio ha molto sofferto delle distruzioni, tanto che una minima parte si conserva nell'aspetto originale. Negli anni a seguire l'economia ha subito un impoverimento per l'isolamento dei borghi, con forte emigrazione. Negli anni '70, con la costruzione del polo industriale Honda Sevel della Val di Sangro le cose sono migliorate, ma Torricella, per uscire dall'anonimato, ha investito sul ricordo del coraggio dei cittadini durante la seconda guerra mondiale, e oltre al progetto della memoria, ha tessuto rapporti con l'America, riguardo la figura dello scrittore John Fante, il cui padre era torricellano; uno dei principali eventi del borgo è il Festival "John Fante - Il Dio di mio Padre".

### Simboli
Lo stemma e il gonfalone sono stati concessi con decreto del presidente della Repubblica dell'8 aprile 1999.
Il gonfalone è un drappo di bianco.

### Onorificenze
Il Comune di Torricella Peligna è tra le città decorate al valor militare per la guerra di liberazione, insignito della medaglia di bronzo al valor militare per i sacrifici delle sue popolazioni e per l'attività nella lotta partigiana durante la seconda guerra mondiale:

## Monumenti e luoghi d'interesse

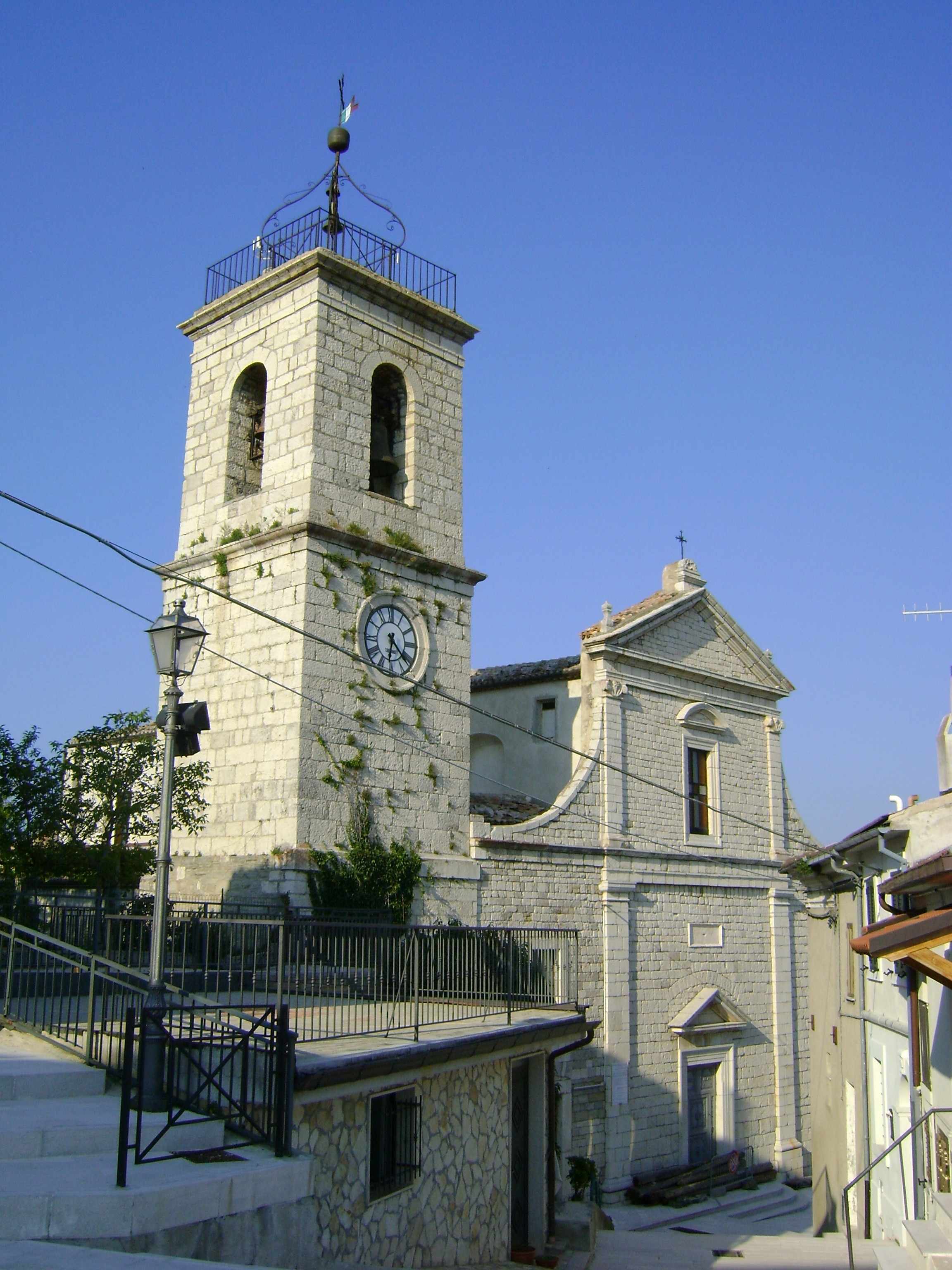
La chiesa di San Giacomo

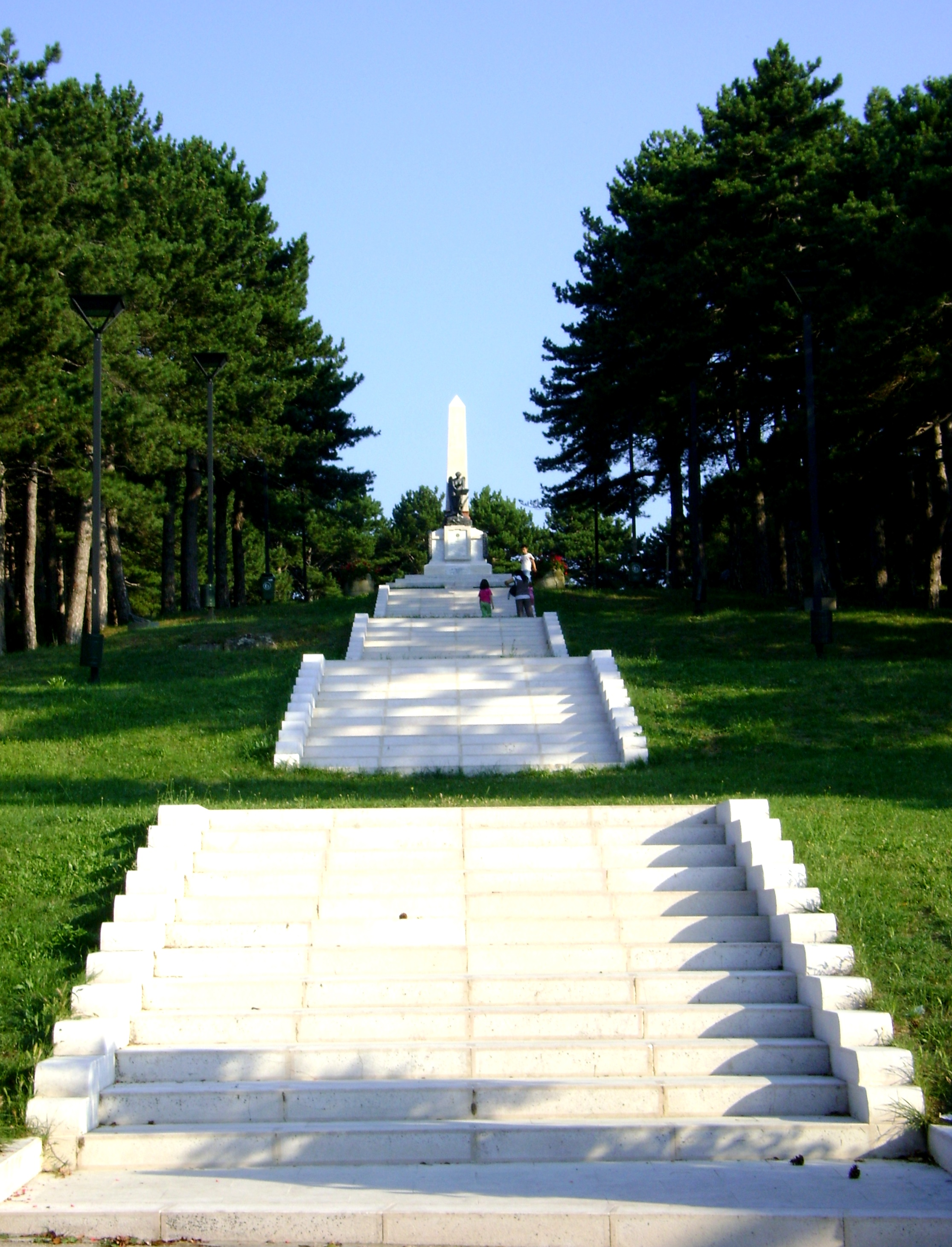
Scalinata della pineta "Antonio Porreca"

### Chiese, santuari ed eremi
- Santuario di Santa Maria del Roseto. È sito in località Madonna delle Rose, appena fuori dal paese, in un'altura che guarda direzione Gessopalena. La costruzione del santuario è avvenuta nel 1550 come riporta l'architrave del portale maggiore; ha subito un restauro. La facciata è rinascimentale ha un profilo a capanna con coronamento a spiovente convesso. Al centro del tetto è posto un campanile a vela. La facciata è completamente intonacata e gli unici pezzi in pietra sono il prospetto sotto il portale, le pietre angolari, il campanile a vela e le piccole finestra ai lati del portale a vela. L'interno è ad aula unica diviso in due mediante due campate di cui una delle due sezioni ha le funzioni di presbiterio. Il presbiterio è sopraelevato dal resto della chiesa ed ospita l'altare maggiore realizzato interamente in stucco dipinto ad imitazione del marmo. In una nicchia si conserva una statua della Madonna con Bambino.[9]
- Eremo di San Rinaldo. È sito nella contrada Fallascoso. Fu edificato davanti alla grotta ove, nel IX secolo avrebbe vissuto San Rinaldo. Il campanile è realizzato con un pinnacolo di roccia naturale ed è realizzato direttamente con la roccia che sostiene la campana.[10]
- Chiesa di San Nicola. È sita nella contrada Fallascoso. Risale al XVIII secolo quando fu costruita su dei ruderi di un palazzo medievale di cui non si notano molte tracce a parte un portale con arco ogivale sulla facciata principale. Ad ogni modo lo stile architettonico dell'edificio è del XIX secolo, epoca in cui la chiesa venne ricostruita o restaurata dopo una sconosciuta calamità. la facciata principale è rivolta verso l'abitato ed il campanile verso la Maiella. La facciata è a capanna. Sopra il portale vi sono due monofore. Il portale ha degli stipiti con decorazioni classiche. L'interno è a tre navate con endonartece. Tutte le pareti sono stuccate in stile tardo barocco.[11]
- Chiesa di San Giacomo. È sita nella parte alta del centro storico, è la chiesa parrocchiale di Torricella. Nulla si sa di certo sulla sua costruzione, se non che esisteva già nel 1173, e che subì pesanti restauri nel XVIII secolo, e poi nella metà dell'Ottocento, con il rifacimento del campanile. Distrutta parzialmente dolo l'ultima guerra mondiale, la chiesa fu interessata da un drastico intervento di restauro. La chiesa è in stile rinascimentale. Un timpano corona la facciata. Tre portali danno l'accesso alle rispettive navate. Il campanile è decorato da una cornice, il registro superiore è caratterizzato da una monofora per lato. Le navate sono separate da pilastri cui sono addossate delle paraste. Gli stucchi sono bianchi e dorati.[12]
- Chiesa nuova di Sant'Antonio. Situata in via Peligna, nel sobborgo Sant'Antonio, risaliva al XVII secolo, ma fu distrutta dai tedeschi, quando dalle foto mostrava uno stile semplice a capanna intonacata, con portale romanico. Solo la nicchia con la statua del santo rimase intatta. Nel XXI secolo è una chiesa moderna con lo stile architettonico degli anni 60, in pietra e cemento, con tetto a capanna.
- Chiesa di San Camillo. È sita in Via Bellini, traversa di corso Umberto I. Trattasi di una chiesa privata della famiglia Piccone, realizzata nel 1855. Lo stile della facciata fa supporre che la chiesa sia stata costruira tra il XVII ed il XVIII secolo. Il finestrone che sovrasta il portale è in stile Barocco così come la cantoria della chiesa. La facciata ha profilo a capanna e dei mattoni rossi angolari. Il coronamento è composto da un timpano triangolare. Il portale è incorniciato da paraste. L'interno è a navata unica con volta a vela mentre le pareti sono stuccate in riquadri azzurri e bianchi.[13]
- Chiesa di San'Agata. È sita in contrada Colle Zingaro sulla strada che porta a Roccascalegna. Fu costruita subito dopo la II guerra mondiale. Sulla lunetta che sovrasta il portale è raffigurata la santa.[14]

### Palazzi
- Casa natale di Vincenzo Tobia Nicola Bellini, si trova all'incrocio di corso Umberto I con via Coste, presso la chiesa di San Giacomo. È la casa natale del nonno del compositore siciliano Vincenzo Bellini, è in stile misto, tra il tardo ottocentesco neoclassico e lo stile rurale in blocchi di pietra intonacati.
- Palazzo Persichetti. È sito in Corso Umberto I. È un palazzo nobiliare. Dallo stile della facciata prospiciente il corso si evince che il palazzo è stato costruito tra il XIX ed il XX secolo. I restauri del II dopoguerra hanno mantenuto lo stile originario. I muri esterni sono realizzati con mattoni nello stile bugnato. Le cornici dei portali seguono i piedritti. Il cornicione è poro aggettante. Agli angoli vi sono delle paraste. Il palazzo è suddiviso in tre piani.[15]
- Palazzo baronale Fallascoso. Sito in contrada Fallascoso, sul colle ov'è il piccolo centro abitato, si presume fosse stato edificato nel XVII-XVIII secolo sopra il castello, per la presenza di fortificazioni alla base. Presenta le tracce di garitte agli angoli.[16]

### Fontane monumentali
- Fonte Nuova. Sita lungo la Strada Provinciale Peligna. Fu costruita alla fine dell'Ottocento presso una sorgente d'acqua naturale.[17]
- Fonte Sant'Agata. È stata costruita nella Via Comunale Torricella-Roccascalegna presso l'omonima chiesa, anch'essa risale alla fine dell'Ottocento dai devoti a Sant'Agata. Viene chiamata anche "Fonte delle Sese" (In italiano "Fonte delle Tette", "Fonte del Seno Femminile" per via che la santa è patrona contro le malattie del seno, per questo anticamente le donne di Torricella Peligna che erano carenti di produzione di latte dal loro seno erano atte a frequentare questa fontana)[18]
- Fontana delle Coste. Quest'altra fontana è posta sulla Via comunale eponima. Pure questa fontana risale all'Ottocento per convogliare in essa le acque provenienti dalla Sorgente delle Coste. Ha delle decorazioni con cornici classiche e delle pietre raffiguranti delle rosette. Il lavatoio venne aggiunto negli anni trenta[19]
- Fontana del Roseto. Questa fontana è sita presso la Strada Comunale delle Rose.[20]
- Fonte del Purgatorio. Quest'altra strada comunale ancora è sita nella strada omonima. Anticamente veniva usata per lavare la lana tosata che veniva portata ai lanifici di Taranta Peligna.[21]
- La Fonte. È posta sulla Via Comunale La Fontana. La fonte fu costruita tra il XIX ed il XX secolo. Ha delle decorazioni a rosette ed una a mascherone.[22]

### Monumenti pubblici
- Obelisco alle Vittime Civili della Guerra: si trova in vico Coste, nella parte alta del borgo antico. Detto popolarmente "La Torre", è stato eretto nell'immediato dopoguerra, inaugurato nel 1961, in onore delle 103 vittime civile delle rappresaglie naziste, sopra l'area dell'antico castello baronale, fatto saltare in aria dai tedeschi. L'obelisco ha pianta quadrangolare, è accessibile dall'interno su richiesta, è dotato in cima di una grande lucerna che si illumina la notte, il belvedere inoltre è piacevole per il panorama della Maiella e del Monte Pallano.
- Pineta monumentale "Antonio Porreca": si trova in via Risorgimento, preceduta da un piccolo viale alberato, si innalza sopra un grande colle di pini, si distingue come una delle più preziose della provincia per la posizione panoramica e suggestiva che guarda verso Torricella e la Maiella. Sorta nel 1922 sopra una collina arida e rimboschita per volere di Antonio Porreca (1880-1953), oltre a progettare la pineta, dedicò molto per l'arricchimento dei pini, degli abeti, delle tuie. Presto la pineta è divenuta uno dei simboli di Torricella, che accoglie il colossale Monumento ai Caduti della Grande Guerra, un obelisco in pietra bianca, con una scultura bronzea allegorica, e la lapide dei caduti torricellani. La pineta è usata per eventi estivi, come la Doppia Notte Bianca, oppure come area picnic.
- Monumento all'Alpino d'Abruzzo: posto sopra un'altura a 3 km da Torricella, a 1.038 m. d'altitudine, è stato inaugurato nel 1967, caratterizzato da uno spuntone roccioso, con la cima sovrastata da un'Aquila ad ali aperte, poggiata sulla canna di un fucile. Ai lati si trovano due cannoni rivolti verso l'Adriatico. Il monumento è stato finanziato dal Gruppo Alpini di Torricella.

## Società

### Evoluzione demografica
Abitanti censiti

### Tradizioni ed eventi
- John Fante - Il dio di mio padre: festival culturale letterario dedicato alla memoria dello scrittore John Fante, di origini torricellane, ma vissuto in America nel periodo della Depressione, autore di racconti e di romanzi quali Chiedi alla polvere, con protagonista Arturo Bandini. Il festival si rifà alla raccolta Il dio di mio padre, una raccolta di una trentina di racconti pubblicata nel 1983, si celebra il 24 e il 25 agosto, con l'invito di parenti dall'America dello scrittore, di critici letterari di spiraglio nazionale e internazionale, la lettura di alcuni brani dell'opera omnia del Fante, e infine la cerimonia del Premio John Fante Opera Prima. Allo scrittore è dedicata anche la biblioteca e la sala culturale in via R. Paolucci.
- Festa patronale di San Marziale e San Rocco: 12-16 agosto, processioni religiose, santa messa alla chiesa madre, e filata in costume tipico dei bambini, in ricordo del martirio di San Marziale fanciullo.

## Amministrazione
| Periodo          | Periodo        | Primo cittadino      | Partito                                   | Carica      | Note          |
| ---------------- | -------------- | -------------------- | ----------------------------------------- | ----------- | ------------- |
| 19 novembre 1995 | 16 aprile 2000 | Davide Piccoli       | Lista civica di centro                    | Sindaco     | [ 24 ]        |
| 17 aprile 2000   | 14 luglio 2006 | Graziano Zacchigna   | Lista civica                              | Sindaco     | [ 25 ] [ 26 ] |
| 15 luglio 2006   | 27 maggio 2007 | Antonio Addante      |                                           | Comm. pref. | [ 27 ]        |
| 28 maggio 2007   | 10 giugno 2017 | Tiziano Antonio Teti | Lista civica L'alternativa per Torricella | Sindaco     | [ 28 ] [ 29 ] |
| 11 giugno 2017   | in carica      | Carmine Ficca        | Lista civica                              | Sindaco     |               |